# Tavastiaklubben

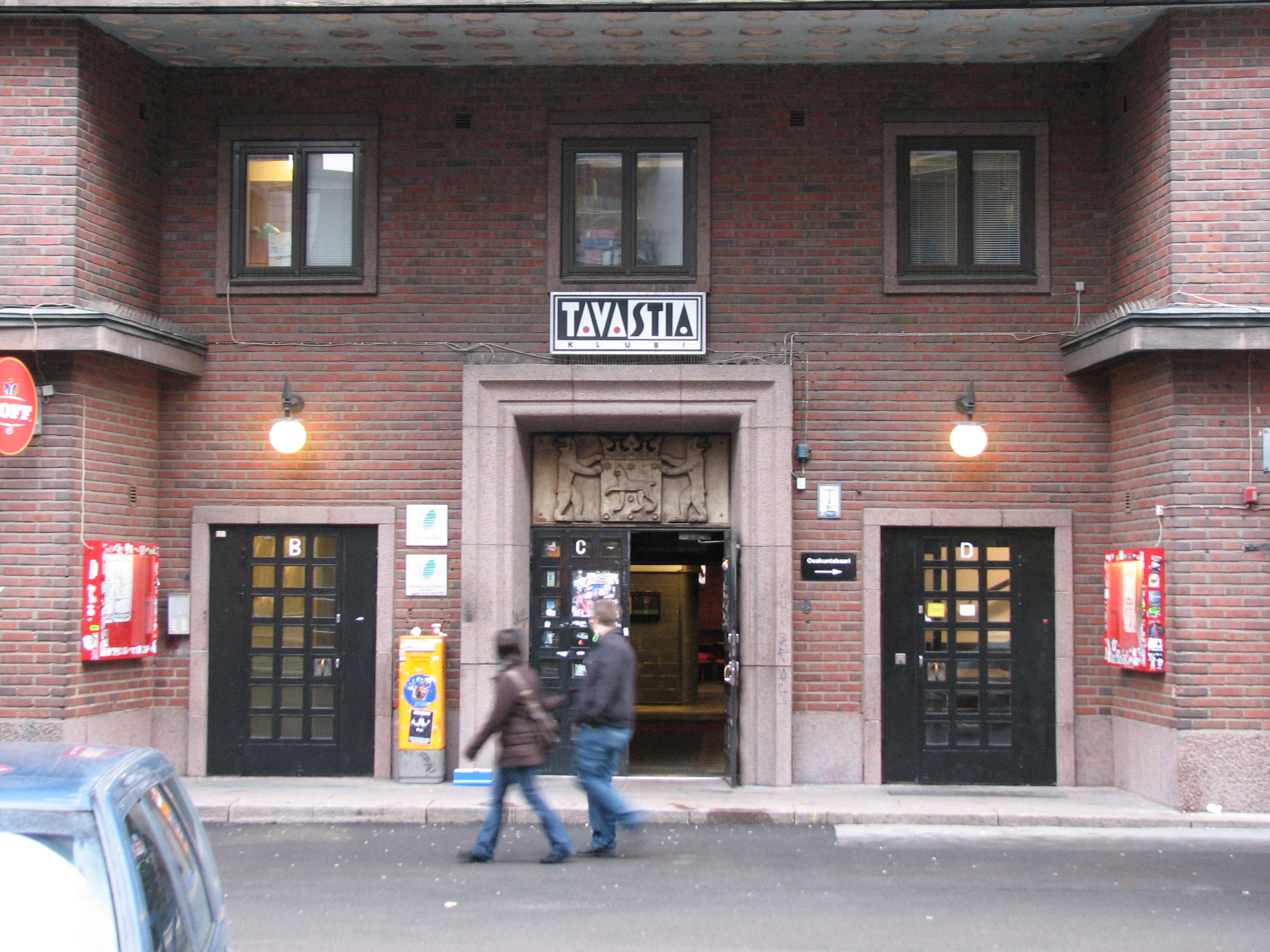
Tavastias entré.

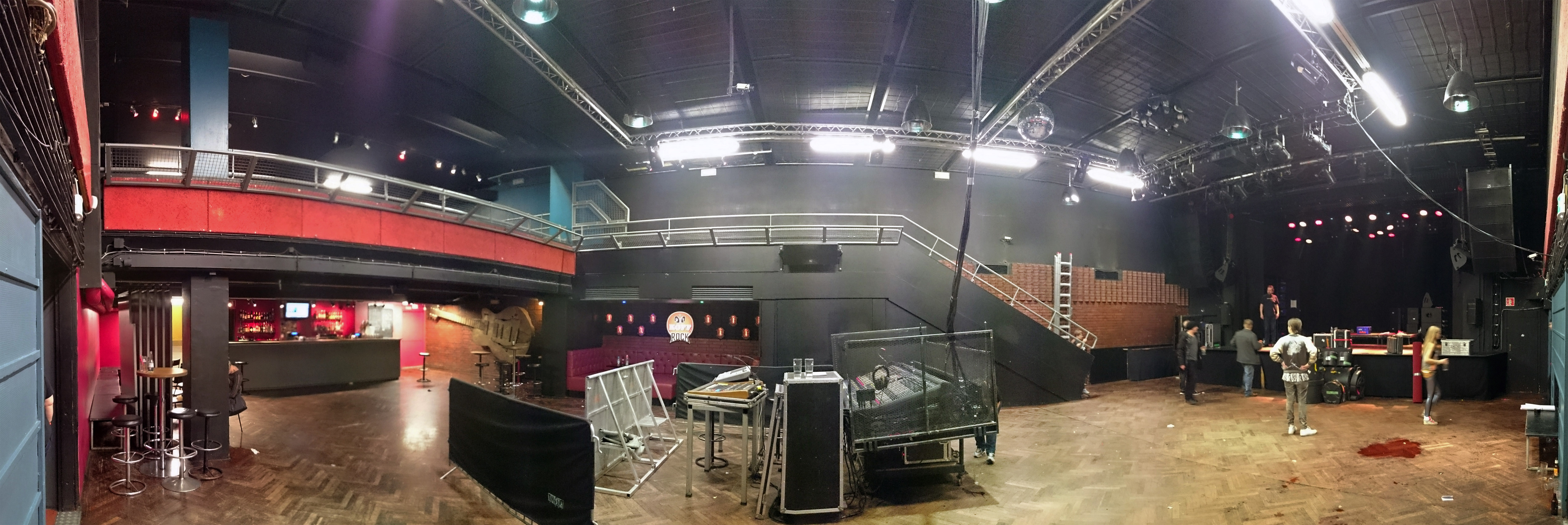
Panorama av interiören på Tavastia 2015.

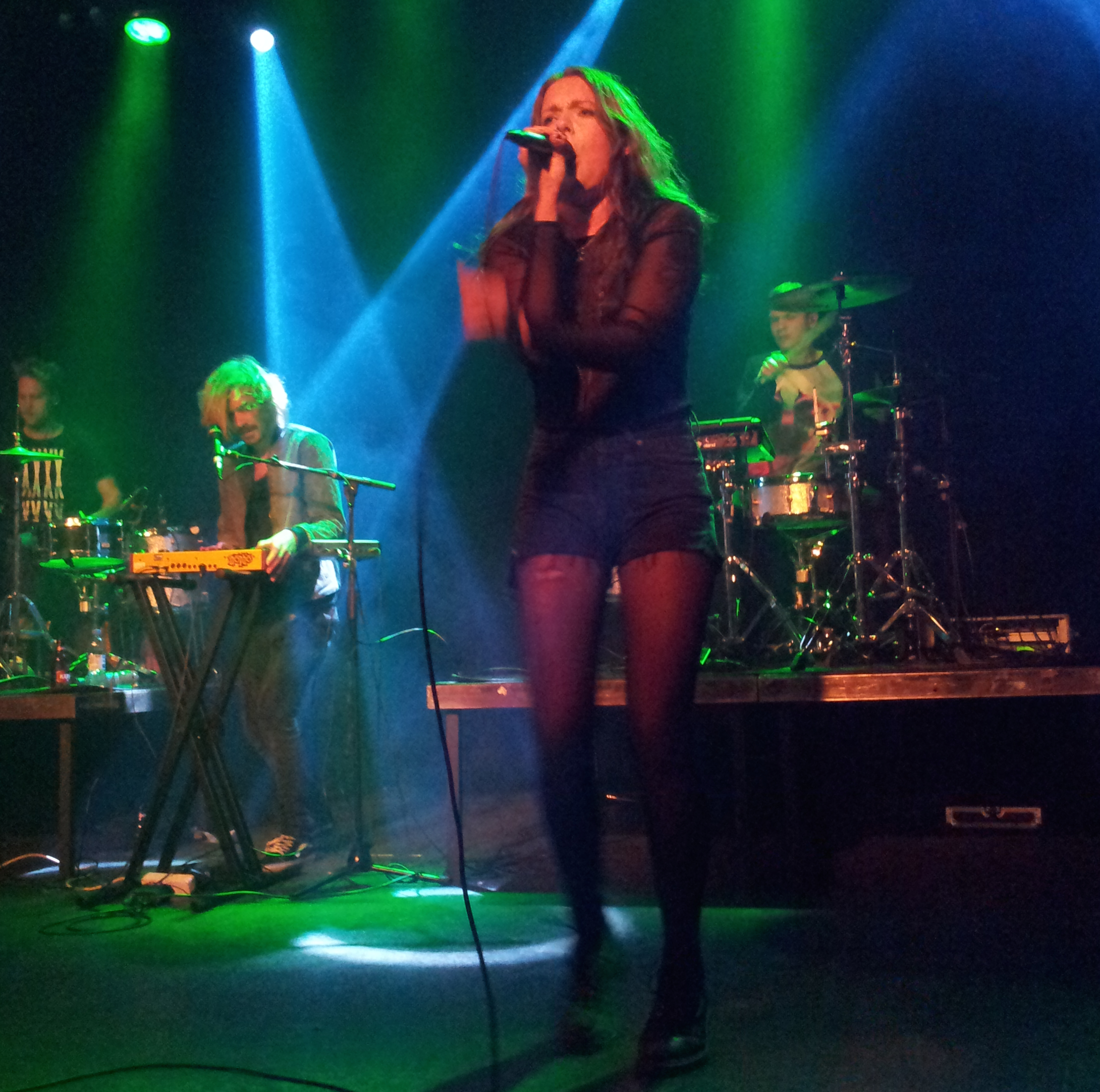
Tove Lo på Tavastia Club 2014.

Tavastiaklubben (populärt bara Tavastia som betyder Tavastland) är en över 50 år gammal rockklubb i Kampen i Helsingfors.
Tavastia är beläget i Hämäläis-Osakuntas byggnad på Urho Kekkonens gata 4–6. Lokalen var på 1950- och 60-talen ett populärt dansställe. I oktober 1970 anordnades Tavastiaklubben för första gången; rockmusiken fick länge samsas om tid och plats i lokalen med tillställningar för schlager, disco och dans.
Tavastia blev så småningom det ställe där alla finländska band ville spela och den första spelningen på klubben är en av de viktigaste milstolparna för unga rockband.
År 2010 firade Tavastia Club 40-årsjubileum. För att fira årsdagen skapades "Tavastia Awards", ett pris för att främja levande musik och stödja nya artister.
Det första "Tavastia Awards" delades ut den 19 oktober 2010. Priset gick till Villa Nah, Lighthouse Project och Kumpula Band Club. Prissumman är på 1000 euro.

## Artister som framträtt på klubben
- The 69 Eyes
- 50 Cent
- AC/DC
- Alice In Chains
- Anthrax
- Battlelore
- Black Crowes
- Black Sabbath
- W.A.S.P.
- Billy Talent
- Celtic Frost
- Children Of Bodom
- The Cramps
- The Cross
- D.A.D
- Europe
- Fabulous Thunderbirds
- Dir en grey
- Foo Fighters
- Girlschool
- Ari Koivunen
- Guns N' Roses
- Hanoi Rocks
- Hawkwind
- The Hellacopters
- Antic Cafe
- The Hives
- The Hooters
- Kalmah
- Kamelot
- Kreator
- Amoral
- Lemonheads
- Lordi
- New York Dolls
- Nightwish
- Hurriganes
- Sonata Arctica
- Offspring
- Pogues
- Public Image Limited
- Ramones
- Screaming Trees
- Brian Setzer
- The Gazette
- Siouxsie and the Banshees
- Sonic Youth
- Stratovarius
- Stryper
- The Wailers
- Tom Waits